# Fortuna de Minas
Fortuna de Minas est une municipalité brésilienne de l'État du Minas Gerais et la microrégion de Sete Lagoas.